# Sanatorio de tuberculosos de Boecillo
El Sanatorio de tuberculosos de Boecillo, conocido como Sanatorio de Viana es un antiguo sanatorio de tuberculosos del municipio de Boecillo, Castilla y León, España.

## Historia
Abierto a finales de 1950 para atender a los numerosos pacientes con tuberculosis, en 1963 cesó en esa actividad y pasó a ser un hospital, que con el paso de los años fue entrando en decadencia y cerrando servicios hasta su cierre completo.
Después de bastantes años de abandono, su propietario, el ayuntamiento de Boecillo decidió sacarlo a cesión.